# Zum Frieden Gottes (Bergisch Gladbach)

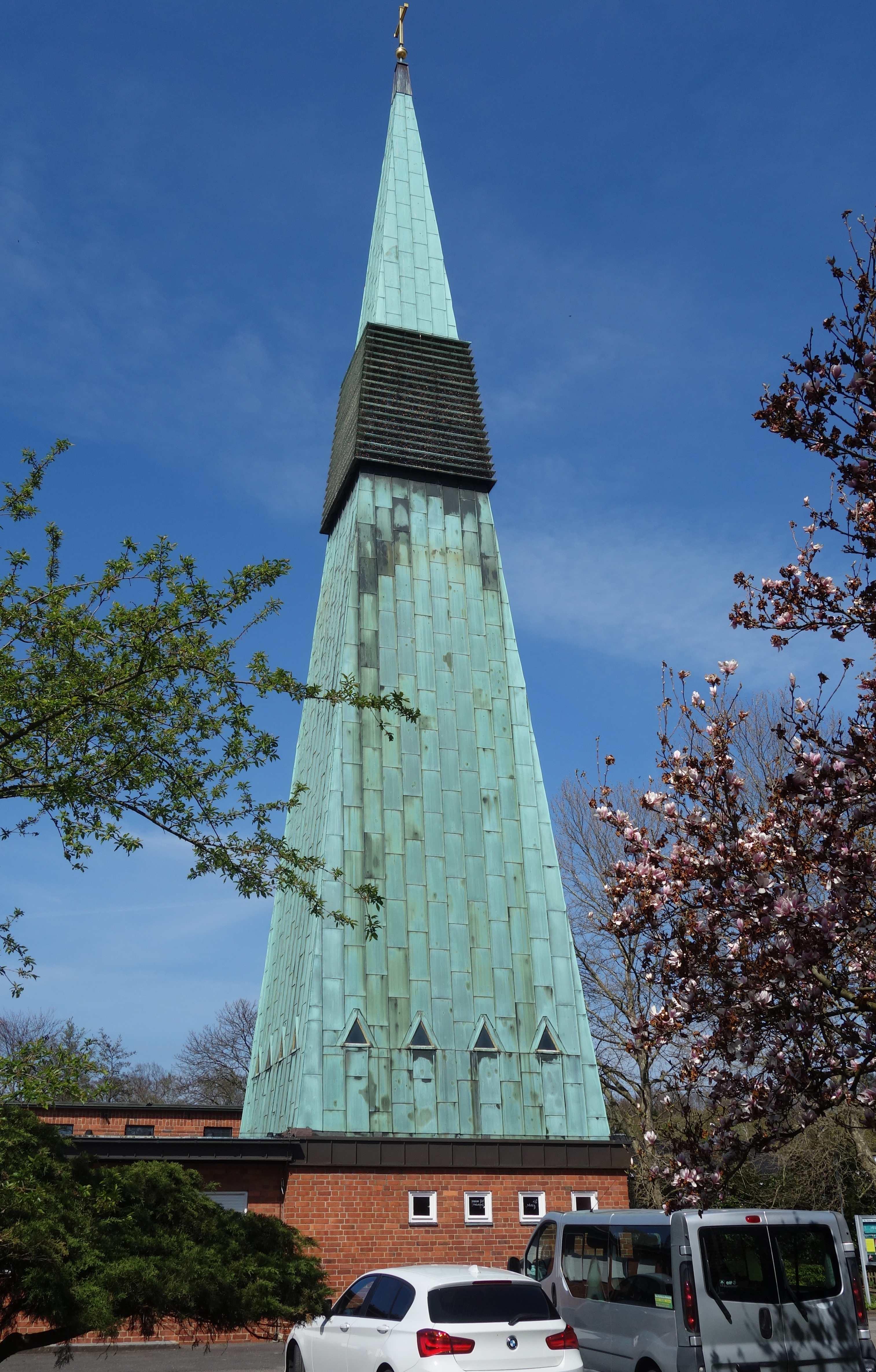
Kirche Zum Frieden Gottes

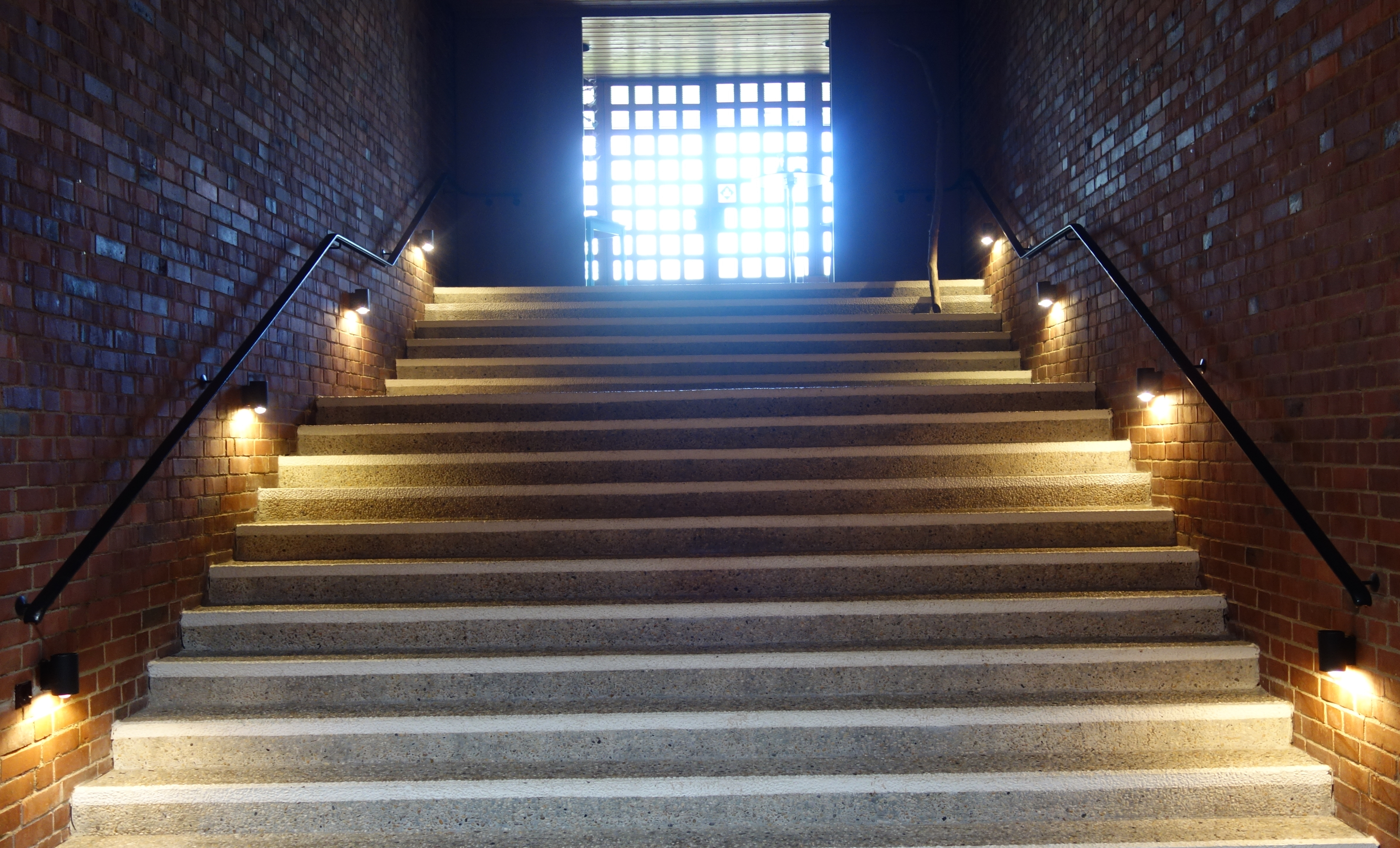
Treppe vom Eingang zur Taufkapelle

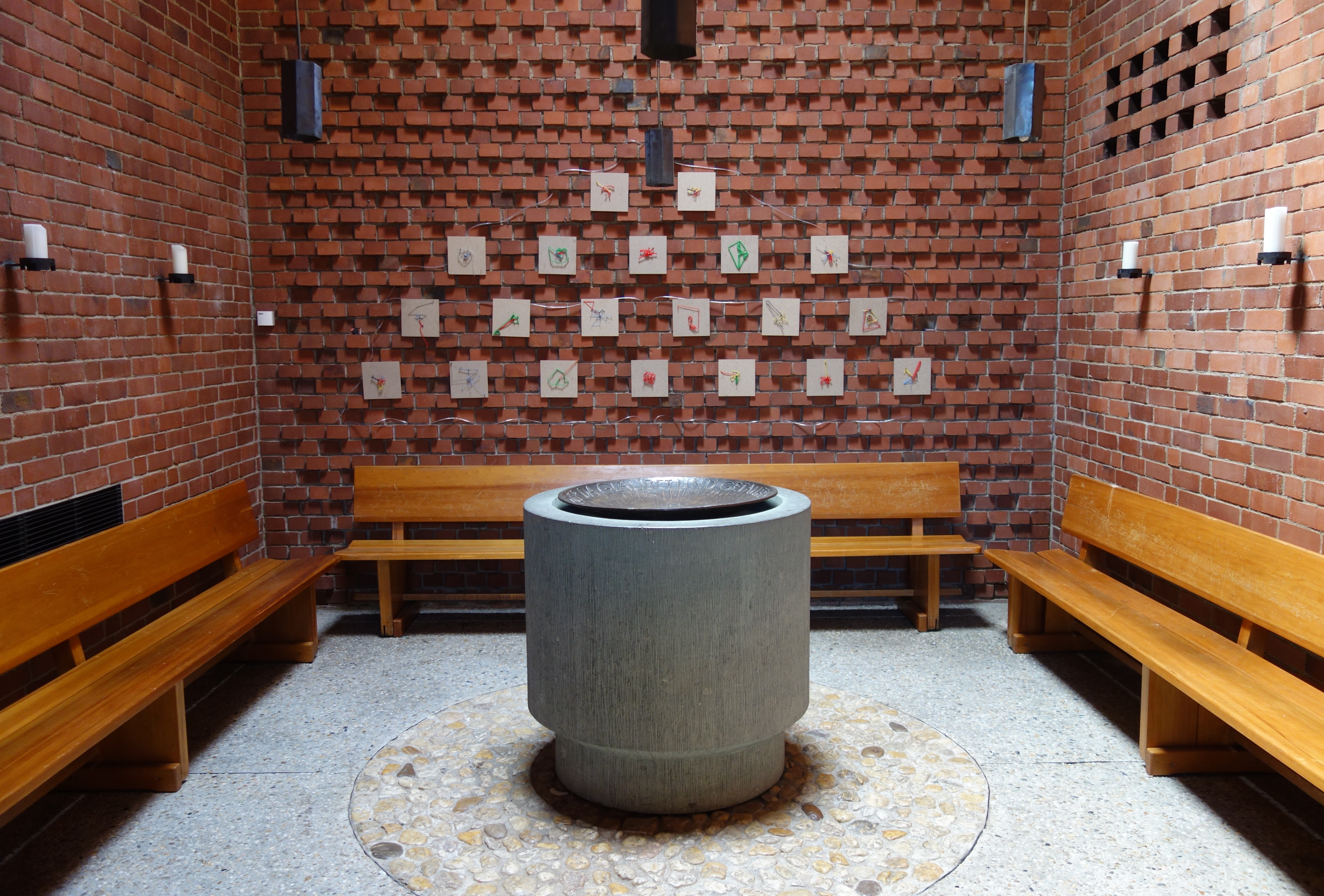
Taufkapelle

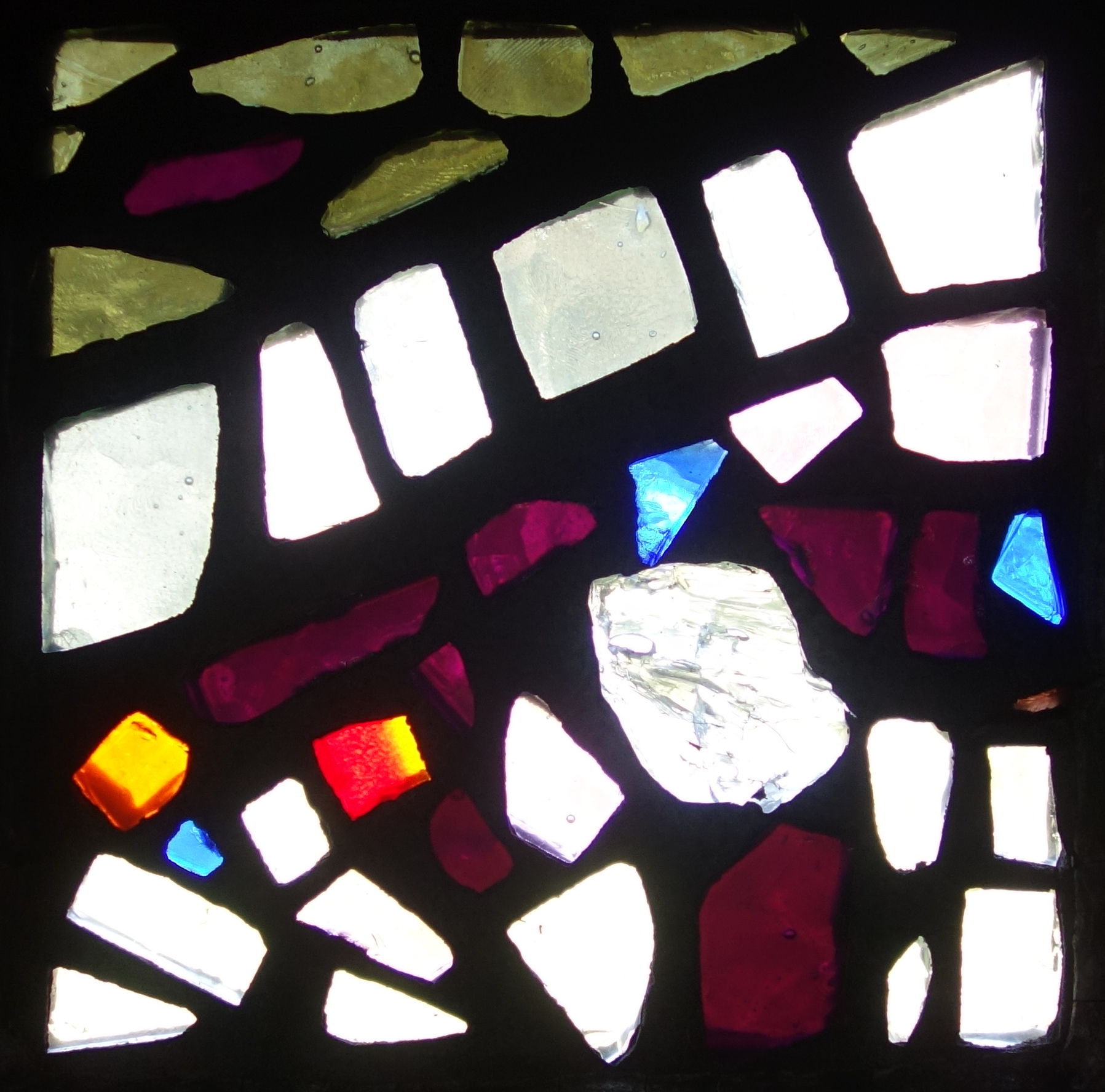
Kirchenfenster

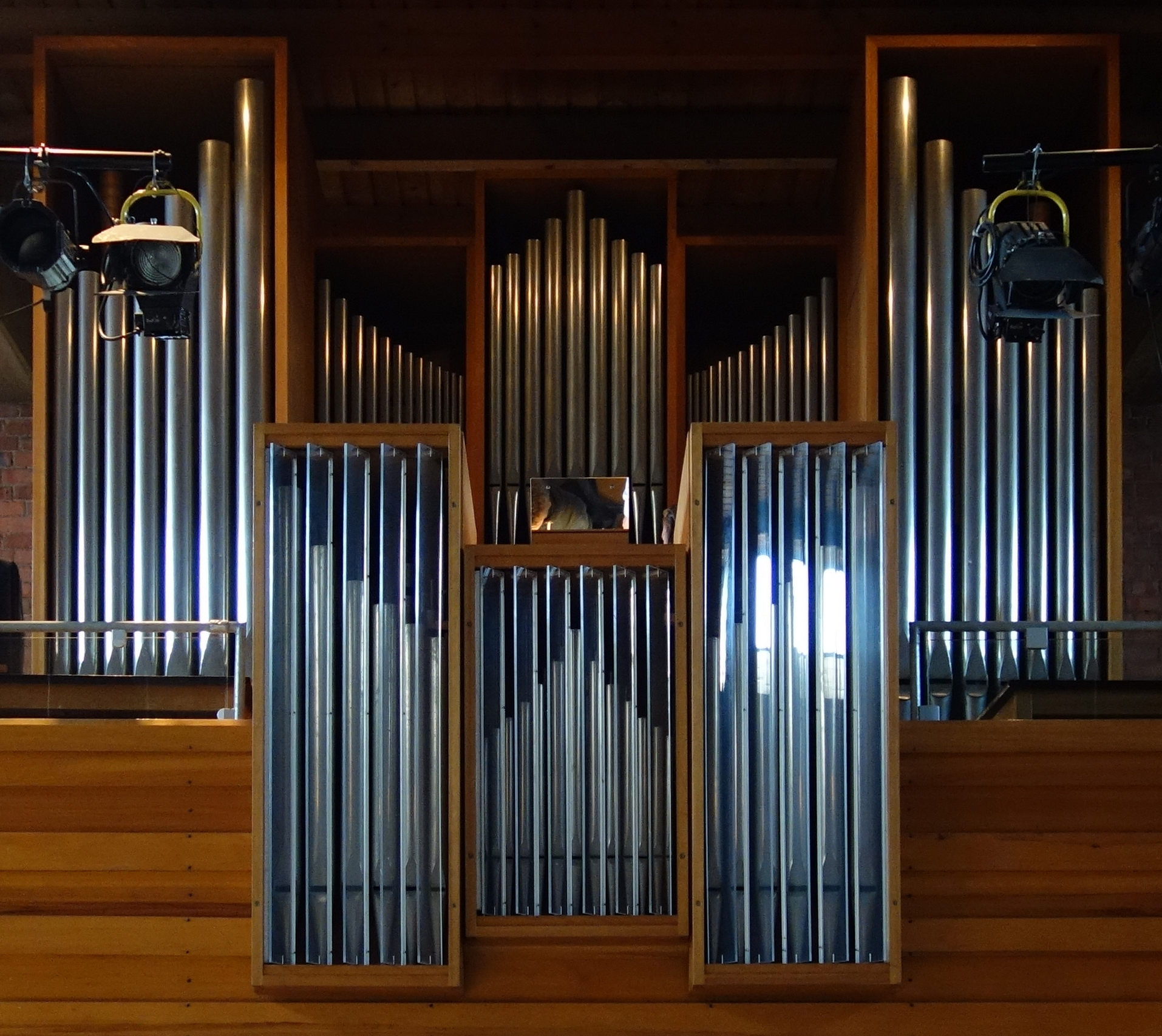
Orgel

Die Kirche Zum Frieden Gottes ist ein denkmalgeschützter evangelischer Sakralbau in der Stadt Bergisch Gladbach. Sie gehört zum Gemeindebezirk Heidkamp der Kirchengemeinde Bergisch Gladbach im Kirchenkreis Köln-Rechtsrheinisch der Evangelischen Kirche im Rheinland.

## Geschichte
Im Jahre 1958 wurde ein Kirchenbauverein gegründet mit dem Ziel, eine Kirche in Heidkamp zu bauen. Zu dieser Zeit wohnten in Heidkamp schon fast 3000 evangelische Christen. Bei der Auslobung eines Architektenwettbewerbs für das Kirchenbauprojekt fiel die Wahl auf das Architekturbüro Hübotter-Lebeboer-Busch in Hannover. Die Architekten waren auf den Bau von Kirchen und sakralen Gebäuden spezialisiert. Ihr Entwurf für Heidkamp folgte dem Vorbild einer 1959 eingeweihten Kirche auf der Insel Helgoland.
Im November 1961 gab Pfarrer Hochstetter den Planentwurf zur Ausführung frei. Der erste Spatenstich erfolgte am 9. September 1962 und die Grundsteinlegung am 5. Mai 1963. Am 19. Januar 1964 wurde die Kirche mit dem Namen Zum Frieden Gottes durch Präses Joachim Beckmann eingeweiht. Sie besitzt ein Flachdach und ist sieben Meter hoch. Ihr Spitzturm hat eine Höhe von 37 Metern.

## Ausstattung des Kirchenraums
Die Innengestaltung der Kirche ist außergewöhnlich. Wenige Meter hinter der Eingangstür, deren Griffe die alten christlichen Motive Brot und Fisch darstellen, führt eine Treppe durch einen Hallengang hinab und gibt den Blick auf die vertieft liegende Taufkapelle frei. Am Taufbecken rechts vorbei gelangt man durch einen zweiten Eingang in die eigentliche Kirche.
An der Ostwand über dem Altar befindet sich eine Christusfigur aus Bronze. Sie zeigt nicht wie meist üblich den gekreuzigten, sondern des auferstandenen, gekrönten und zu Gott dem Vater erhöhten Christus. Die Figur stammt von dem Bildhauer Siegfried Zimmermann, ebenso wie die Taufschale im Baptisterium.
Die acht Kirchenfenster der Nordseite sind aus Bruchglasstücken gefertigt, die 1963 in den nassen Beton eingelassen wurden. Geschaffen hat sie die Künstlerin Sigrid Kopfermann-Neubauer aus Hannover. Die Fenster verzichten auf jegliche figürliche Darstellung. Ihre Glasfarben deuten den Zyklus des Kirchenjahres an: violett für den Advent und die Passion, weiß für die Christusfeste, rot für Pfingsten und die Kirchenfeste und grün für die Trinitatiszeit.

## Orgel
Die Kirchenorgel wurde 1965 von der Orgelbaufirma Stahlhuth aus Aachen gebaut und im Sommer 2005 vollständig überholt, d. h. gereinigt und klanglich optimiert. Sie besitzt rund 1000 kleine und große Orgelpfeifen sowie 17 klingende Register, die einzeln oder auch in Kombination gezogen werden können.

## Glocken
Die Glocken- und Kunstgießerei Rincker aus Sinn im Dillkreis lieferte am 11. Dezember 1963 vier Glocken für die Kirche, jeweils mit den Tönen c, es, f und as. Vier Tage später läuteten sie zum ersten Mal.
Die Glocken tragen folgende Inschriften:
- „c“-Glocke: Ich will Frieden geben an diesem Ort (Hag 2,9 LUT)
- „es“-Glocke: Verleih uns Frieden gnädiglich, Herr Gott, zu unsern Zeiten (Martin Luther)
- „f“-Glocke: Der Friede Gottes bewahre eure Herzen (Phil 4,7 LUT)
- „as“-Glocke: Er ist unser Friede (Eph 2,14 LUT)

## Denkmalschutz
Die Evangelische Kirche Zum Frieden Gottes wurde am 2. Dezember 2020 unter der Nummer 05378004-A0215 in die Denkmalliste der Stadt Bergisch Gladbach eingetragen.